# 1979
| 1979                                                                     |
| ------------------------------------------------------------------------ |
| Dødsfald - Fødsler                                                       |
| • Begivenheder • Film • Litteratur • Musik • Politik • Sport • Videnskab |

| Gregoriansk kalender | 1979 MCMLXXIX           |
| Ab urbe condita      | 2732                    |
| Armensk kalender     | 1428 ԹՎ ՌՆԻԸ            |
| Kinesiske kalender   | 4675 – 4676 戊午 – 己未 |
| Etiopisk kalender    | 1971 – 1972             |
| Jødisk kalender      | 5739 – 5740             |
| Hindukalendere       |                         |
| - Vikram Samvat      | 2034 – 2035             |
| - Shaka Samvat       | 1901 – 1902             |
| - Kali Yuga          | 5080 – 5081             |
| Iransk kalender      | 1357 – 1358             |
| Islamisk kalender    | 1399 – 1400             |

Denne side handler om årstallet 1979. For sangen 1979, se 1979 (sang).

## Begivenheder
- Efterlønnen indføres i Danmark
- VisiCalc bliver det første regnearksprogram.

### Januar
- 4. januar – Staten Ohio indgår forlig og betaler $675,000 til familierne for de døde og sårede ved Kent State Universitet-skyderiet.
- 7. januar – Vietnam og Vietnamstøttede cambodianske styrker annoncerer faldet af Phnom Penh, Cambodias hovedstad. Pol Pot-regimet kollapser efterfølgende.
- 12. januar – Det hidtil værste massemord i Nordens kriminalhistorie bliver afsløret. En 18-årig hospitalsmedhjælper i Malmø, Sverige, bliver anholdt – mistænkt for at have taget livet af to patienter. Han tilstår imidlertid, at have dræbt 19 ældre patienter, hvilket siden bliver til 27 mord og 15 mordforsøg. Motivet var medlidenhed.
- 16. januar – Shahen forlader Iran efter et år med uroligheder
- 18. januar - Grønland vedtager at gennemføre hjemmestyre

### Februar
- 1. februar – Irans religiøse overhoved ayatollah Khomeini vender tilbage til Iran efter mange års eksil i Paris, Frankrig. Millioner af iranere gav ham en stormende velkomst.
- 7. februar – Top-nazisten Josef Mengele fra Auschwitz 1943-45 blev aldrig fanget efter krigen , trods en dusør på 3,4 mil. dollars død eller levende. I Auschwitz, var han læge og stod for morderne på flere 1000 jøder. Under en svømmetur i 1979 fik han pludselig hjertestop og døde på stedet.
- 11. februar – 43 millioner seere ser "Elvis!" på ABC.
- 11. februar – Ruhollah Khomeini overtager magten i Iran.

### Marts
- 5. marts - det afsløres, at NATOs generalsekretær, tidligere hollandsk udenrigsminister Joseph Luns var medlem af nazistpartiet 1933-36. Joseph Luns forklarer, at hans broder havde meldt ham ind uden hans vidende
- 10. marts - det Europæiske Monetære System, EMS, træder i kraft
- 16. marts – Bombemanden fra Gladsaxe idømmes 5 års fængsel i Østre Landsret
- 25. marts – den første fuldt funktionsdygtige rumfærge Columbia leveres til Kennedy Space Center
- 26. marts - Anwar Sadat, Menachem Begin og Jimmy Carter underskriver den israelsk-egyptiske fredsaftale i Washington D.C.
- 28. marts  – Atomkraft-ulykke på Tremileøen i Pennsylvania med radioaktivt udslip
- 31. marts - de sidste britiske soldater forlader Malta, der udråber dagen til "frihedsdag"

### April
- 1. april - Irans religiøse leder, ayatollah Ruhollah Khomeini, udråber Iran til islamisk republik og afskaffer dermed 2.500 års monarki.
- 1. april – Danmarks Statistik oplyser, at der er ca. 60.000 flere kvinder end mænd i Danmark.
- 4. april - Danmarks Statistik oplyser, at 2% af befolkningen - ca. 100.000 personer - er udenlandske statsborgere
- 9. april - Pave Johannes Paul 2. indskærper alle katolske præster at de skal leve i cølibat indtil døde
- 11. april - Ugandas diktator gennem 8 år, Idi Amin, flygter fra landet, da styrker fra Tanzania og ugandiske oprørsstyrker indtager hovedstaden Kampala
- 12. april – Idi Amin flygter fra Uganda
- 13. april - det svenske a-kraftværk Barsebäck lukkes midlertidigt ned efter reaktorbrand
- 15. april - havnebyen Kotor syd for Dubrovnik i Jugoslavien rammes af et jordskælv på 6,5 på Richter-skalaen. Mindst 200 omkom under dette og de 400 efterfølgende rystelser. 1.500 blev kvæstet og tusinder blev hjemløse
- 30. april - The Jubilee Line i Londons metro åbner

### Maj
- 1. maj – Grønland får hjemmestyre
- 1. maj - som den første popstjerne optræder Elton John i Israel
- 4. maj – De konservative vinder det britiske valg; Margaret Thatcher bliver ny premierminister.
- 23. maj - Tyskland afholder præsidentvalg
- 25. maj - en ødelagt bolt er skyld i, at en DC-10 straks efter starten fra O'Hare lufthavnen i Chicago styrter. Det er historiens næstværste flyulykke (og den hidtil største i USA) med 274 omkomne
- 28. maj - Grækenlands premierminister Konstantinos Karamanlis skriver under på landets optagelse i EF

### Juni
- 4. juni – Joe Clark bliver den yngste premierminister i Canada.
- 14. juni – Jimmy Carter og Brezhnev underskriver SALT II aftalen
- 16. juni - den vesttyske forbundskansler Helmut Schmidt besøger Sønderjylland
- 18. juni - i Wien underskriver USA's præsident Jimmy Carter og Sovjetunionens statschef Leonid Bresjnev "SALT II-aftalen" om reducering af kernevåbenarsenalerne
- 21. juni - en kortege på 10 store limousiner ankommer Saudi-Arabiens olieminister til København for at belære danskerne om at spare på den dyrebare olie
- 26. juni - Handelsministeriet anmoder om politiundersøgelse af aktietransaktionerne mellem B&W og Gredana

### Juli
- 9. juli - den amerikanske rumsonde Voyager 2 passerer Jupiter
- 17. juli – Nicaraguas præsident general Anastasio Somoza Debayle træder tilbage og flygter til Miami
- 19. juli - Sandinisterne tager magten i Nicaragua efter den USA-støttede regerings fald

### August
- 16. august - i kapsejladsen Fastnet Race kæntrer flere både i det hårde vejr og 18 sejlere omkommer
- 27. august - IRA gennemfører to bombeangreb mod engelske mål. Ved det ene dræbes Lord Mountbatten med tre andre på fisketur

### September
- 1. september – Rumsonden Pioneer 11 tager de første billeder af planeten Saturns ringe
- 15. september - fire voksne og fire børn flygter fra DDR til Vesttyskland i en hjemmelavet varmluftsballon
- 16. september - Sverige afholder Riksdagsvalg til Rigsdagen
- 27. september - Den Københavnske Bank - senere Finansbanken stiftes
- 29. september - Pave Johannes Paul II ankommer til Dublin og opfordrer til en fredelig løsning af konflikten i Nordirland

### Oktober
- 10. oktober - Pac-Man arkadespillet bliver introduceret på det japanske marked af Namco
- 11. oktober – Fidel Castro, taler for første gang i 19 år for FN's generalforsamling
- 22. oktober - Shahen af Iran Mohammad Reza Pahlavi får tilladelse til at rejse ind i USA for at modtage medicinsk behandling
- 23. oktober - Folketingsvalg i Danmark
- 26. oktober - Sydkoreas præsident Park Chung Hee dræbes ved en fest af en gammel ven, lederen af det sydkoreanske efterretningstjeneste Kim Jaegyu. Denne henrettes senere for drabet
- 27. oktober - rådmand Thorkild Simonsen fra Århus afløser Henning Rasmussen som formand for Kommunernes Landsforening

### November
- 4. november – Iranske militante demonstranter overtager kontrollen med den amerikanske ambassade i Teheran. Der tages gidsler
- 5. november - Ayatollah Khomeini erklærer USA for at være "den store Satan"
- 12. november - I Canada evakueres 200.000 mennesker nær Toronto, da et godstog med propan- og klorgas afspores og bryder i brand
- 20. november - flere hundrede terrorister stormer Al-Haram og tager kontrollen over Mekka's største moske, der danner rammen om 2 ugers gidseldrama
- 23. november - i Dublin i Irland bliver IRA medlemmet Thomas McMahon dømt til fængsel på livstid for mordet på Lord Mountbatten
- 28. november - 275 omkommer, da et newzealandsk DC 10 fly styrter ned i Antarktis
- 30. november - Frankrig vedtager at indføre fri abort

### December
- 7. december - Moder Teresa aflyser Nobelpris festmiddag for hende og beder om, at pengene i stedet sendes til de fattige i Calcutta
- 12. december - Rhodesia ændrer sit navn til Zimbabwe
- 12. december - NATO vedtager dobbeltbeslutningen, der indebærer, at der opstilles Pershing II og krydsermissiler i Vesteuropa, hvis ikke nedrustningsforhandlingerne med Sovjetunionen giver resultat
- 15. december - Den internationale domstol i Haag kræver, at Iran omgående løslader gidslerne på den amerikanske ambassade i Teheran. Gidselaffæren var startet 3. november samme år
- 19. december - Hardy Hansen vælges som ny formand
- 24. december - den første europæiske Ariane-raket affyres
- 27. december – Sovjetunionen invaderer Afghanistan

## Født

### Januar
- 16. januar – Aaliyah, amerikansk sanger og skuespiller. (død 2001). – flyulykke
- 18. januar – Roberta Metsola, maltesisk politiker.
- 19. januar – Louise Pedersen, dansk håndboldspiller.
- 20. januar - Rob Bourdon, amerikansk trommeslager i Linkin Park.

### Februar
- 11. februar – Brandy Norwood, amerikansk sanger.
- 13. februar – Anders Behring Breivik, norsk massemorder.
- 21. februar – Jennifer Love Hewitt, amerikansk skuespillerinde og sanger.

### Marts
- 1. marts – Mikkel Kessler, dansk bokser.
- 18. marts – Adam Levine, amerikansk sanger og musiker

### April
- 18. april – Kourtney Kardashian, amerikansk reality-stjerne.
- 19. april – Kate Hudson, amerikansk skuespillerinde.
- 21. april – James McAvoy, skotsk skuespiller.

### Maj
- 7. maj – Morten W. Sørensen, dansk squashspiller.
- 9. maj – Rosario Dawson, amerikansk skuespillerinde.
- 13. maj –  Carl Philip, svensk prins.

### Juni
- 2. juni – Morena Baccarin, amerikansk skuespillerinde.
- 7. juni – Anna Torv, australsk skuespillerinde.

### Juli
- 5. juli – Shane Filan, medlem af det irske boyband Westlife.
- 10. juli – Liam O'Connor, dansk musiker.
- 16. juli – Jayma Mays, amrikansk skuespillerinde.
- 18. juli – Sofie Lassen-Kahlke, dansk skuespillerinde.
- 21. juli – Tine Baun, dansk badminton.

### September
- 5. september - Emil Simonsen, dansk musiker.
- 8. september – Pink, amerikansk sangerinde.
- 28. september – Bam Margera, amerikansk skuespiller og skateboarder.

### Oktober
- 5. oktober – Robert Hansen, dansk skuespiller og tv-vært.
- 22. oktober – Cecilie Stenspil, dansk skuespillerinde.

### December
- 3. december – Daniel Bedingfield, engelsk sanger.
- 8. december – Mille Hoffmeyer Lehfeldt, dansk skuespillerinde.
- 11. december – Louise Mortensen, dansk håndboldspiller.
- 21. december – Tuva Novotny, svensk skuespillerinde.

## Sport
- 15. januar – Som den yngste nogensinde vinder 19 årige John McEnroe US Open i tennis i New York.
- 21. januar – Super Bowl XIII Pittsburgh Steelers (35) vinder over Dallas Cowboys (31)
- 15. april - den spanske fodboldklub FC Barcelona køber den danske landsholdsspiller Allan Simonsen for en rekordpris på 13 millioner kroner
- 28. juni – Jørgen Hansen bliver sensationelt europamester for 3. gang i weltervægt, da han i Randers knockouter englænderen Dave "Boy" Green i 3. omgang.
- 1. juli – Tyskeren Sepp Piontek tiltræder som landstræner for Danmarks fodboldlandshold
- 25. september - i Malmø spiller Danmark og Sverige 0-0 i en fodboldlandskamp. Det var dermed stadig 38 år siden Danmark havde vundet over Sverige på svensk grund
- 24. oktober - den ugandiske bokser Ayub Kalule bliver verdensmester i boksning i letmellemvægt, da han pointbesejrer japaneren Kudo i Japan
- 31. oktober - i en EM-kvalifikationskamp i Sofia taber Danmarks fodboldlandshold med 3-0 til Bulgarien
- 15. november -  i en venskabskamp i Cadiz vinder Danmarks fodboldlandshold 3-1 over Spanien. Målene bliver scoret af Preben Elkjær (2) og Jens Jørn Bertelsen
- Ryder Cup, golf – USA 17-Europa 11.
- Esbjerg fB danske mestre for 5. gang.
- Jens Jørn Bertelsen (Esbjerg fB) bliver årets spiller i fodbold

## Nobelprisen
- Fysik – Sheldon Lee Glashow, Abdus Salam, Steven Weinberg
- Kemi – Herbert C. Brown, Georg Wittig
- Medicin – Allan M. Cormack, Godfrey N Hounsfield
- Litteratur – Odysseus Elytis
- Fred – Mother Teresa
- Økonomi – Theodore Schultz, Arthur Lewis

## Musik
- februar – Danmarks første punk album udkommer. Det er pladen Minutes to Go af Sods
- 3. februar – Tommy Seebach vinder Dansk Melodi Grand Prix med nummeret Disco Tango
- 29. marts – Israel vinder, for andet år i træk, Eurovision Song Contest med sangen "Hallelujah" af Milk and Honey
- Den danske gruppe Tøsedrengene udsender deres første LP Det går fremad
- Michael Jackson udsender sit første solo album i samarbejde med produceren Quincy Jones. Pladen får titlen Off The Wall
- Shu-bi-dua udsender deres 6. LP Shu-bi-dua 6
- 30. november - Pladen "The Wall" med rockgruppen Pink Floyd udgives